# Agencia Andaluza de Promoción Exterior
La Agencia Andaluza de Promoción Exterior (EXTENDA) es una empresa pública de la Junta de Andalucía (España) que declara como objetivo la promoción de las empresas andaluzas en el extranjero.
Los principales objetivos concretos de EXTENDA serían:
- Aumentar la inversión andaluza en el exterior.
- Mejorar el posicionamiento de las empresas andaluzas en el exterior.
- Incrementar el número de empresas andaluzas con presencia en el exterior.